# ジャン＝バティスト・バガザ
ジャン＝バティスト・バガザ（ルンディ語: Jean-Baptiste Bagaza, 1946年8月29日 - 2016年5月4日）は、ブルンジの政治家・軍人で大統領。ツチ。晩年、上院議員を務めた。

## 経歴
ベルギーの王立陸軍士官学校で学び1971年にブルンジへ帰国。ブルンジ陸軍参謀次長を務めていた1976年11月に、無血クーデターでミシェル・ミコンベロ大統領から政権を奪取した。軍事独裁機構として最高革命評議会を設立し、元首に相当する議長にはバガザ自身が就任。事実上の独裁体制を敷き、同年11月2日には大統領に就任。しかしツチ優遇の行き過ぎ、汚職などで内外から批判が高まり、1987年にピエール・ブヨヤによるクーデターで失脚し追放された。ツチ優勢の最大政党民族進歩連合(UPRONA)に所属していたが、1994年に民族再生党(PARENA)を設立し、自らその党首となった。